# كوينتوس فلافيوس فلاكوس
 كوينتوس فلافيوس فلاكوس  (بالإنجليزية: Quintus Fulvius Flaccus)‏ قنصل وقائد روماني. تولى منصب القنصل أربعة مرات أعوام (237 ق.م و 224 ق.م و 212 ق.م و 209 ق.م). قاتل القبائل الغالية التي كانت تسكن شمال إيطاليا خلال فترة قنصليته الأولى، كما هزم قبائل البويي خلال قنصليته الثانية عام 224 ق.م. في عام 214 ق.م، انتخب قائداً للفرسان.
عندما أختير قنصلاً مرة أخرى عام 212 ق.م خلال الحرب البونيقية الثانية، هُزم أمام حنبعل في معركة كابوا الأولى، ثم انتصر على هانو الكبير، واستولت على معسكره في بنفنتوم، ثم استولى على «كابوا» في عام 211 ق.م، وأحدث بها مذبحة كبيرة لسكانها.
في عام 209 ق.م، وخلال قنصليته الرابعة، استطاع استعادة لوسانيا وقلورية. وفي عام 205 ق.م، عارض فلاكوس حملة سكيبيو الإفريقي على إفريقية، وبعدها بفترة قصيرة، توفي فلاكوس.